# 2022년 동계 패럴림픽 대한민국 선수단
2022년 동계 패럴림픽 대한민국 선수단은 2022년 동계 패럴림픽에 참가한 대한민국 선수단이다.

## 참가 종목
- 알파인 스키
- 바이애슬론
- 스노보드
- 크로스컨트리 스키
- 아이스 슬레지 하키
- 휠체어 컬링

## 같이 보기
- 2022년 동계 올림픽 대한민국 선수단